# Renta Nacional Bruta

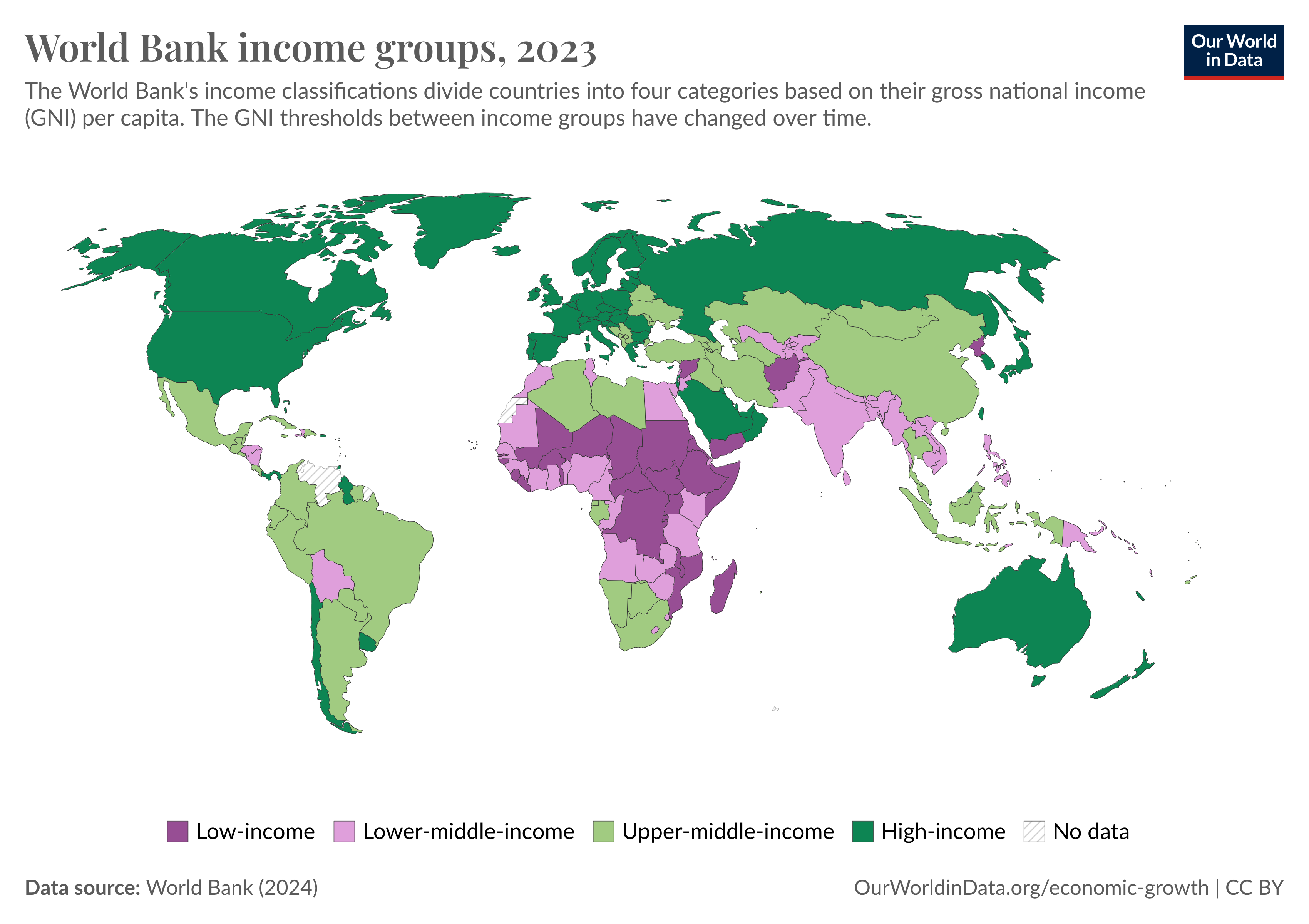
Mapa de países por grupos de ingresos, basado en su renta nacional bruta per cápita en 2023, según el Banco Mundial.
Alta
Media alta
Media baja
Baja
Sin información

La renta nacional bruta o RNB es la suma de las retribuciones de todos los factores de producción nacionales. La composición del producto interior bruto (PIB) desde el punto de vista de la renta, tiene en cuenta todas aquellas partidas que son una retribución a los factores de producción, es decir: rentas del trabajo (salarios), rentas de la tierra (alquileres) y rentas del capital (intereses y beneficio de las empresas). 
La renta nacional se entiende valorada a coste de los factores. No obstante también podría ser valorada a precios de mercado, en cuyo caso, incluiría también los impuestos sobre la producción e importaciones netas de subvenciones (Ti – Sub):
Las rentas del trabajo es lo que, en la contabilidad nacional, se denomina como remuneración de asalariados; son los salarios pagados a los trabajadores por proporcionar su
trabajo a la producción. A su vez, las rentas del capital (intereses y beneficio), las rentas de la tierra y la depreciación aparecen agregadas en la contabilidad nacional, en la partida denominada excedente bruto de explotación o renta mixta. Dado que esta última partida incluye la depreciación, para calcular la renta nacional deberemos restar la depreciación. Si no restáramos la depreciación obtendríamos la renta nacional bruta en lugar de la renta nacional neta.

## Fórmula
La renta nacional bruta se expresa mediante:
| Símbolo                | Nombre               |
| ---------------------- | -------------------- |
| {\displaystyle RN}     | Renta nacional bruta |
| {\displaystyle RT_{1}} | Rentas del trabajo   |
| {\displaystyle RT_{2}} | Rentas de la tierra  |
| {\displaystyle RC}     | Rentas del capital.  |

## Cálculo de la RN a partir del PIB
Para calcular la renta nacional a partir del PIB se resta la depreciación, denominada «consumo de capital fijo» en el sistema Sistema Europeo de Cuentas de la contabilidad nacional. Como resultado, se obtiene el producto interior neto. Dado que la renta nacional es la suma de las retribuciones a todos los factores de producción nacionales y, por tanto, deben estar incluidas las rentas percibidas fuera del país por los factores de producción nacionales (RRN) y no las rentas percibidas por los factores de producción extranjeros dentro del país (RRE). Esta se define por:
{\displaystyle RNN=RA+ENE={PNN_{CF}}={PIB_{PM}}-(Ti-Sub)-D+RRN-RRE}
Donde RNN es la renta nacional neta; RA la remuneración de asalariados o rentas del trabajo; ENE la suma de alquileres, intereses y beneficio; RRN las rentas de los residentes nacionales fuera de un país; y RRE las rentas de los residentes extranjeros dentro de un país.
{\displaystyle {PIN_{PM}}-(Ti-Sub)+RRN-RRE={PNN_{CF}}}
Donde PINPM es el producto interior neto a precios de mercado y PNNCF es el producto nacional neto a coste de los factores.